# Bundesstraße 20
Die Bundesstraße 20 (Abkürzung: B 20) ist eine deutsche Bundesstraße. Sie verläuft in Nord-Süd-Ausrichtung zwischen der Gemeinde Schönau am Königssee im Südosten Bayerns und der Grenze zur Tschechischen Republik bei Furth im Wald, teilweise nahe der österreichischen Grenze. Sie verläuft ausschließlich in Bayern.

## Frühere Strecken und Bezeichnungen
Die bayerischen Staatsstraßen wurden ihrem Anfangsort entsprechend nummeriert:
- Staatsstraße Nr. 2: Aiterhofen – Landau an der Isar – Eggenfelden

## Streckenverlauf

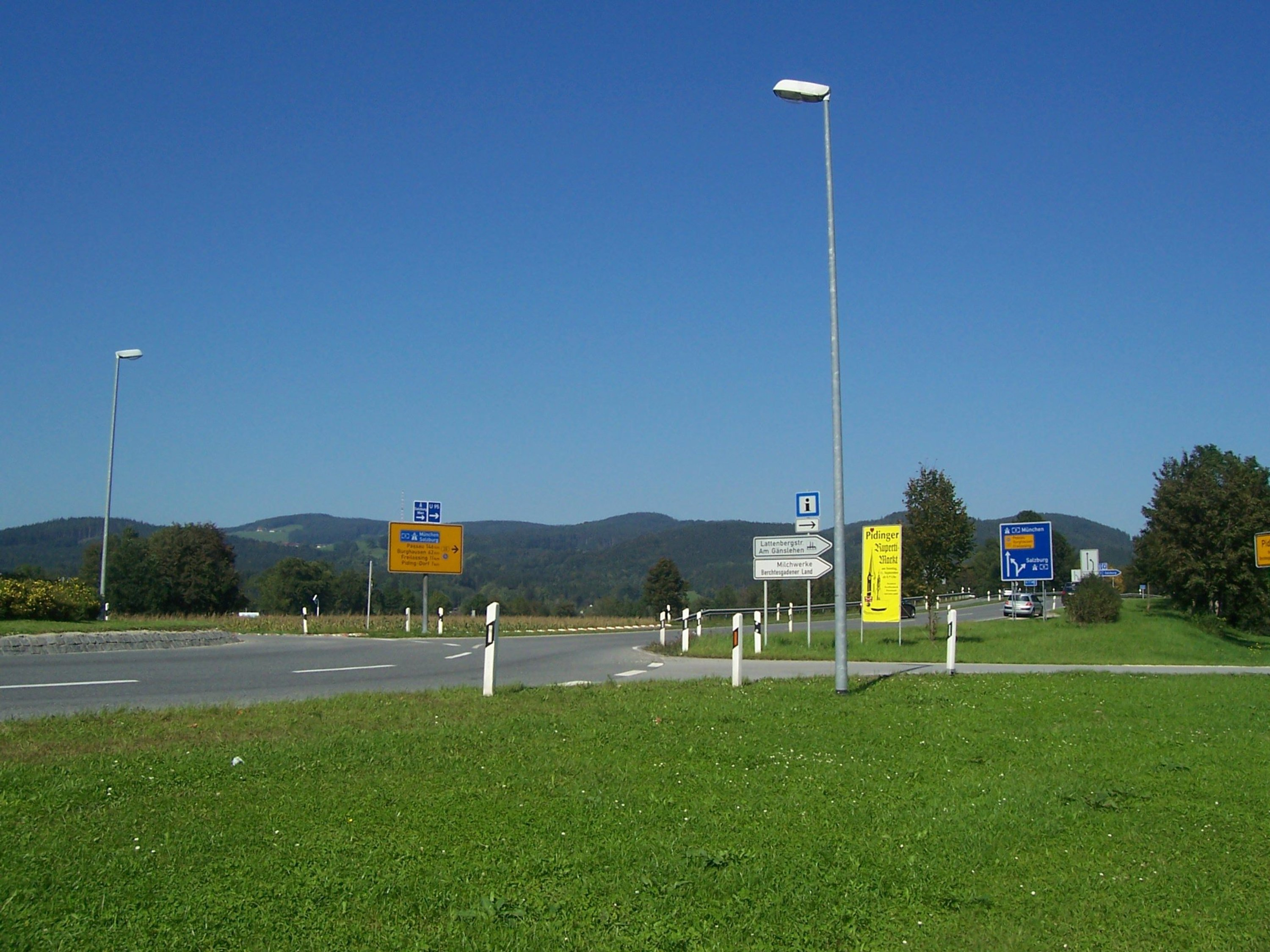
B 20 bei Piding kurz vor Anschluss zur A 8

Beginnend im äußersten Südosten Deutschlands im Ortsteil Königssee der Gemeinde Schönau am Königssee, in unmittelbarer Nähe des gleichnamigen Sees verläuft die B 20 zunächst ca. 50 km durch den Landkreis Berchtesgadener Land.
Nach etwa fünf Kilometern erreicht sie Berchtesgaden, ab hier verläuft die Bundesstraße für einige Kilometer gemeinsam mit der B 305, bevor sie wieder nach Norden abzweigt und über Bischofswiesen, den Pass Hallthurm und nach einer kurvigen Gefällestrecke Bayerisch Gmain und dann Bad Reichenhall erreicht. Kurz nachdem die B 20 mit der B 21 ein paar Kilometer gemeinsam verläuft, folgt in Piding die Anschlussstelle an die A 8, von dort führt sie über Ainring nach Freilassing.
Ab hier folgt sie westlich dem Lauf der Salzach gen Norden, die hier die Grenze zu Österreich bildet. Die B 20 verläuft in der Folge durch die Städte Laufen, Tittmoning und Burghausen, bis sie im Marktl auf die A 94 trifft, die momentan hier endet. Von hier bildet die B 20 die Weiterführung der Autobahn Richtung Passau, gemeinsam mit der B 12, in Richtung Passau, die in Kürze zur A 94 ausgebaut werden soll. Nach der Innquerung verlässt sie erstmals Oberbayern und führt nun auch die gemeinsame Trasse mit der B 12 verlassend, quer durch Niederbayern. Über Eggenfelden, wo sie auf einem Teilstück gemeinsam mit der B 388 verläuft und die Rott quert, führt sie durch das Niederbayerische Hügelland und das Vilstal nach Landau an der Isar.
Kurz nach der Isarquerung und kurz vor der Anschlussstelle an die A 92 beginnt der erste Abschnitt, in dem die B 20 als Kraftfahrstraße ausgewiesen ist. Nördlich der A 92 ist sie dann auch überwiegend dreispurig ausgebaut, quert nach etwa 20 Kilometern die B 8 südöstlich von Straubing in einem als Kleeblatt ausgebauten Knotenpunkt, passiert dann die Donaubrücke Straubing und kreuzt – erneut in Form eines Kleeblatts – die A 3. Nach einigen Kilometern endet die Kraftfahrstraße und die B 20 führt durch das Kinsachtal in die Oberpfalz hinauf. Schließlich trifft sie auf die Stadt Cham im Regental, die sie in gemeinsamem Verlauf mit der B 85 tangiert. Ab hier ist die B 20 wieder als Kraftfahrstraße ausgewiesen. Nachdem die B 22 und schließlich auch die B 85 die B 20 verlassen haben, verläuft sie durch die Cham-Further Senke an Weiding und Arnschwang vorbei und umfährt die Stadt Furth im Wald in weitem Bogen seit 2013 als Umgehungsstraße, die unter anderem durch den 745 Meter langen Tunnel Deschlberg führt. Wenige Kilometer nach Furth im Wald endet die B 20 nahe dem Ortsteil Schafberg am Grenzübergang zur Tschechischen Republik. Jenseits der Grenze führt die Fernverkehrsstraße Silnice I/26 weiter nach Pilsen.

## „Blaue Route“

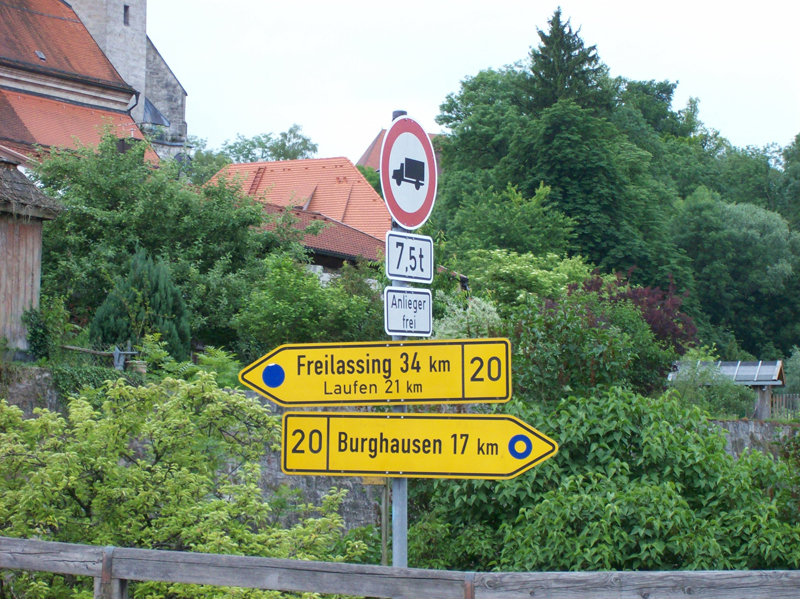
Straßenschild an der B 20 in Tittmoning (Bayern, Deutschland) mit Hinweis auf die „Blaue Route“

Als Teil einer Ausweichroute des östlichen alpenquerenden Fernverkehrs mit einer weiträumigen Umgehung Münchens anlässlich der Olympischen Sommerspiele 1972 wurden die Schilder zwischen den Autobahnanschlüssen Straubing (A 3) und Piding (A 8) südwärts mit einem blauen Punkt, nordwärts mit einem blauen Ring deutlich markiert, was der Strecke den Beinamen „Blaue Route“ eingebracht hat.
Vergleiche auch: „Rote Route“ zur Umgehung des Tunnels Pfaffenstein bei Regensburg.

## Verkehrsbelastung
Die B 20 wird häufig vom Güterverkehr aus Salzburg kommend als alternative Route zur A 8/A 9 genutzt und ist daher oft durch Lkws überbelastet. Bei km 122,1 wurden 2010 an der Zählstelle am südlichen Ortsrand von Laufen 10.928 Kfz/24 h erfasst, der Güterverkehrsanteil betrug rund 11 %.
Zu Spitzenzeiten führt dieser Umstand zu einer fahrbaren Höchstgeschwindigkeit von nur 60 km/h, obwohl die Verkehrsführung der B 20 aufgrund vieler Umgehungsstraßen höhere Geschwindigkeiten erlauben würde.

## Ausbau
Eine Umfahrung der Stadt Laufen, die unter anderem mit einem Anschluss an die österreichische B 156 über eine neue Salzachbrücke ausgeführt werden könnte, ist in Planung.
Am 19. März 2011 wurde der erste Bauabschnitt der Ortsumgehung Furth im Wald mit dem 745 Meter langen Tunnel Deschlberg eröffnet. Nach der Eröffnung des zweiten Bauabschnitts von der AS Furth-Mitte bis Furth-Nord am 5. September 2013 wurde die B 20 komplett auf die Ortsumgehung verlegt.

## Trivia
Für LKW bestand nach dem Bundesfernstraßenmautgesetz (BFStrMG) lange keine LKW-Mautpflicht auf der B 20. Seit dem 1. Juli 2018 sind Bundesstraßen für LKW ab 7,5 Tonnen generell mautpflichtig.